# Ан Кум-Аје
Ан Кум-Аје (Пјонгјанг, 3. јун 1980) је севернокорејска џудисткиња и олимпијска победница. На Олимпијским играма играма у Лондону освојила је злато до 52кг, а у Пекингу 2008. била је сребрна у истој категорији. Са Светских првенстава има две бронзе, а са Азијских игара сребро и бронзу.